# 池宮彰一郎
池宮 彰一郎（いけみや しょういちろう、1923年5月16日 - 2007年5月6日）は、日本の脚本家、小説家。
本名の池上 金男（いけがみ かねお）で脚本家として活動、『十三人の刺客』など数多くの映画・テレビドラマの制作に関わった。1992年に小説『四十七人の刺客』を発表して以降、池宮彰一郎のペンネームを用いて歴史小説を著したが、2002年に司馬遼太郎作品との類似問題により活動をほぼ停止した。
作家の池上司は息子。

## 経歴
東京府に生まれる。静岡県沼津市に育ち、静岡県立沼津商業学校（現・静岡県立沼津商業高等学校）を卒業する。
第二次世界大戦中は満州で陸軍に徴兵される。兵舎に放火して南方送りとなり、ペリリュー島逆上陸作戦に参加、3000名いた部隊で生き残ったのは20～30名だったという。その後、台湾に引き上げる際も輸送船が撃沈され、またもや生還率1%以下の中で生き残った。
復員後は東京地方裁判所の書記官となるが退職、三村伸太郎への師事を経て、映画脚本家となる。本名の池上金男名義で脚本を書き、『十三人の刺客』『大殺陣』で京都市民映画脚本賞を受賞する。
1992年、69歳の時に池宮彰一郎として執筆した、小説家としては遅いデビュー作『四十七人の刺客』で新田次郎文学賞を受賞する。1999年、『島津奔る』で柴田錬三郎賞を受賞する。脚本作家である経歴を生かし、特に戦争や戦闘のシーンにおいて軽妙で迫力のある文章を得意として、人気を博した。
司馬遼太郎を深く尊敬しており、口演にて「日本の小説は私小説が主体であったが、司馬遼太郎の歴史小説は大河的であり、日本の小説の流れを変えた作家であった」との内容を述べている。また、「歴史小説はそれまでの歴史考証にとらわれ過ぎてもならないし、逆に歴史を全く無視してもならない」と述べ、独自の歴史考証を行うことで新感覚の歴史小説を生み出していた。特に『四十七人の刺客』では大胆な考証を多数織り交ぜ、映画化を果たしたこともあり話題となった。
作品全体を見れば独自の視点を沢山盛り込んでおりクリエイティブな作家であったが、デビュー時すでに老齢であり作品数には限界があった。さらに晩年、著作の文章の一部に他の作家の作品との類似が指摘され、以下のような盗作疑惑が持ち上がることとなった。
盗作疑惑
『遁げろ家康』（朝日新聞社）は司馬遼太郎の『覇王の家』との類似点を指摘され、2002年12月25日に絶版・回収となる。同じく『島津奔る』（新潮社）も司馬の『関ヶ原』との類似の問題で、2003年4月3日に絶版・回収となった。池宮は、「家内の病気や引っ越し、連載が重なり混乱し、資料と先輩作家たちの作品が混ざってしまった。自戒の意味から絶版をお願いした」とのコメントを発表した。ネタ元があまりにも有名すぎるだけに、この弁明にはある程度の信憑性もあるが、一方で話題性も大きく、作家生命を痛撃することになった。結果として、司馬遼太郎財団から、著作権侵害の訴訟等は起こされなかった。
この2作以外にも「類似」を指摘する声があり、事件以後は連作の『平家』を除いて新作が出版されることはなかった。ただし、その後も『密約―西郷と大久保』を雑誌『野性時代』に連載していたが、第一部で未完となった。
2007年5月6日午後8時26分、肺癌のため自宅で死去した。享年83。

## 受賞歴
脚本家・池上金男としての受賞
- 1963年 京都市民映画祭脚本賞
- 1992年 シナリオ功労賞（日本シナリオ作家協会）
- 1995年 『四十七人の刺客』で第18回日本アカデミー賞優秀脚本賞[1]

小説家・池宮彰一郎としての受賞
- 1993年 『四十七人の刺客』で第12回新田次郎文学賞
- 1999年 『島津奔る』で第12回柴田錬三郎賞

## 主要作品

### 映画脚本
池上金男名義。
- 十七人の忍者（1963年、東映）
- 十三人の刺客（1963年、東映）
- 大殺陣（1964年、東映）
- 栄光への挑戦（1966年）
- 嵐を呼ぶ男（1966年、日活）
- 紅の流れ星（1967年、日活）
- わが命の唄 艶歌（1968年）
- 喜劇 “夫”売ります!!（1969年、東映）
- 剣と花 (1972年、松竹)
- 影狩り（1972年、東宝）
- 影狩り ほえろ大砲 (1972年、東宝)
- 雲霧仁左衛門（1978年、松竹）
- 闇の狩人（1979年、松竹） － 北沢直人名義で執筆
- 四十七人の刺客（1994年、東宝） － 池宮彰一郎名義で執筆した小説の映画化作品

### テレビドラマ脚本
池上金男名義。
- 北斗の人（1967年、NET）
- マコ!愛してるゥ（1967年、TBS）
- 江戸川乱歩シリーズ 明智小五郎（1970年、東京12チャンネル）
- 大岡越前(TBS)
- 必殺仕掛人（1972年、朝日放送）
- 水滸伝（1973年、日本テレビ）　※高岩肇、宮川一郎らと共同執筆
- 右門捕物帖（1974年、NET・東映）
  - 第5話「通り魔」（1974年）
  - 第26話「人質」（1974年）
  - 第49話「秘密」（1975年）　※川口桂と共同執筆
- 戦国ロック はぐれ牙（1973年、フジテレビ）
- 大空港（1978年、フジテレビ）
- 風雲 柳生武芸帳（1985年、テレビ東京・東映）
- 十三人の刺客（1990年、フジテレビ）

### 小説
池上金男名義。
- 『限りなき一つの道』（1979年、祥伝社）
- 『幻の関東軍解体計画』（1982年、祥伝社）→後に池宮彰一郎名義で『事変　リットン報告書ヲ奪取セヨ』として加筆出版（新潮文庫、のち角川文庫）
- 『鉄血の島　沖縄に燃えるいのち…』（1985年、東洋堂企画出版社）

以下、池宮彰一郎名義。各文庫化され、数作品が角川文庫で再刊
- 『四十七人の刺客』（1992年、新潮社）
- 『四十七人目の浪士』（1994年、新潮社） - 「最後の忠臣蔵」に改題再刊
- 『高杉晋作』（1994年、講談社）
- 『風塵』（1995年、講談社）-　短篇集
- 『その日の吉良上野介』（1996年、新潮社）-　短篇集
- 『けだもの』（1996年、文藝春秋）-　短篇集
  - 改題『受城異聞記』（1999年、文春文庫）
- 『島津奔る』（1998年、新潮社）※絶版・回収
- 『遁げろ家康』（1999年、朝日新聞社）※絶版・回収
- 『本能寺』（2000年、毎日新聞社）
- 『天下騒乱 鍵屋ノ辻』（2000年、角川書店）
- 「辛亥革命」（1998年～2001年、未完）※「別册文藝春秋」に連載されたが休止、未刊行
- 「武辺」（2001年）※「オール讀物」掲載の短篇。『代表作時代小説 平成14年度』に収録
- 「本多平八郎忠勝」（2002年～2003年）※「小説すばる」に連載され完結しているが、未刊行
- 『平家』（2003年、角川書店）
- 「密約 西郷と大久保」（2004年～2005年、未完）※「野性時代」に連載されたが休止、未刊行

### その他の著書
池宮彰一郎名義。
- 『池宮彰一郎が語る忠臣蔵のすべて』（ＰＨＰ研究所、1994年）→後に再構成の上『忠臣蔵夜咄』に改題再刊
  - 『忠臣蔵夜咄』（角川書店　2002年、角川文庫、2006年）
- 『義、我を美しく』（新潮社、1997年、新潮文庫、2000年）
- 『池宮彰一郎　戦国歴史舞台を歩く』（毎日新聞社、2001年）
- 『大将論』（朝日新聞社、2002年）